# Liophis problematicus
Liophis problematicus este o specie de șerpi din genul Liophis, familia Colubridae, descrisă de Myers 1986. Conform Catalogue of Life specia Liophis problematicus nu are subspecii cunoscute.